# Datis (poeta)
Datis (en llatí Datis, en grec antic Δᾶτις) fou un poeta tràgic grec que mencionen uns escolis a Aristòfanes, com un dels quatre fills de Carcí el vell, tot i que altres autors només parlen de tres fills.
El poeta còmic Ferècrates també el menciona, i diu que Carcí tenia quatre fills. Les fonts antigues són confoses, i algunes parlen de Datis com a poeta i altres diuen que només un dels quatre fills va ser poeta, Xenocles, i que els altres eren ballarins a l'escena teatral. S'ha pensat que Datis era un renom que probablement es va donar a Xenocles pel seu barbarisme en l'estil, a partir de la paraula "Datismos" que va sorgir del militar persa Datis.